# 1-я Дубровская улица
Пе́рвая Дубро́вская у́лица — улица в центре Москвы в Таганском и Южнопортовом районах между площадью Крестьянская Застава и Шарикоподшипниковской улицей.

## История
Названа в 1928 году по находившейся здесь старинной деревне Дубровка. Здесь в XVII—XVIII веках располагалась Дубровская слобода, принадлежащая Крутицкому архиерейскому подворью.
В 1925—1928 годах в районе 1-й Дубровской улицы была осуществлена комплексная жилая застройка, в ходе которой были возведены 25 пятиэтажных домов для рабочих; эта застройка сформировала облик начальной части 1-й Дубровской улицы (от 1-го Крутицкого переулка до улицы Мельникова). Первый блок четырёхэтажных корпусов был построен в 1926—1927 годах между 1-й и 2-й Дубровскими улицами (архитекторы И. Антонов, А. Мостаков, А. Панин). В 1927—1928 годах был построен более крупный комплекс пятиэтажных домов к западу от 1-й Дубровской улицы (архитекторы В. Бибиков, Е. Шервинский, А. Вегман). Дома подверглись реконструкции в 1977—1978 годах (архитекторы В. В. Степанов, Ю. С. Бочков, А. М. Куренной).

## Описание

Памятник жертвам террористов на углу 1-й Дубровской и улицы Мельникова.

1-я Дубровская улица начинается от площади Крестьянская Застава, проходит на юго-запад, затем поворачивает на юг, пересекает улицу Мельникова, по мосту проходит над Дубровским проездом, далее сливается с Шарикоподшипниковской улицей, идущей с северо-запада, и после Новоостаповской улицы продолжается как Шарикоподшипниковская.

## Здания и сооружения
По нечётной стороне:
- Дом 1, строение 2 — Замоскворецкий телефонный узел;
- Дом 5 — Международный горнолыжный клуб; детский и юношеский клуб «Ключ»;
- Дом 13А, строение 1 — Московский шинный завод, производство;
- Дом 13А, строение 2 — Спецкровмонтаж;
- Дом 15 — ФГУП НПО «Микроген» Минздравсоцразвития России, подразделение по производству бактерийных препаратов;

По чётной стороне:
- Дом 2, строение 1 — политическое движение «Трудовая Россия»; газета «Молния»;
- Дом 12 — издательство «Статус-кво 97»;
- Дом 14 — СУ № 11 «Мослифт»;
- Дом 16 — школа № 1274 им. В. В. Маяковского (с углублённым изучением английского языка). Построена из крупных блоков по типовому проекту Т-2[2]

### Рабочий посёлок Дубровка
Один из первых посёлков, построенных для рабочих в Советской Москве. Посёлок назван по деревне Дубровка.
| - № 1А - № 2 - № 3 - № 4 - № 5 - № 6 - № 7 - № 8/12 |

## Общественный транспорт
- Станции метро «Пролетарская» и «Крестьянская Застава» — в начале улицы.
- Автобус 766.